# Turó de Ca l'Oller
El Turó de Ca l'Oller és una muntanya de 186 metres que es troba al municipi de Maçanet de la Selva, a la comarca de la Selva.